# Steve Schofield
Steve Schofield (ur. 27 lutego 1958 w Carshalton) – brytyjski żużlowiec, występujący również na długim torze i na trawie.

## Życiorys
W 1994 w Coventry zdobył brązowy medal Indywidualnych Mistrzostw Wielkiej Brytanii. W 1995 znalazł się z reprezentacji Wielkiej Brytanii podczas rozegranego w Bydgoszczy finału Drużynowych Mistrzostw Świata, zdobywając srebrny medal (choć nie wystąpił w żadnym biegu, będąc zawodnikiem rezerwowym). Kilkukrotnie startował w eliminacjach Indywidualnych Mistrzostw Świata, najlepszy wynik osiągając w 1994 r. w King’s Lynn (XIII m. w finale Wspólnoty Narodów). W latach 1992–1996 reprezentował Wybrzeże Gdańsk w rozgrywkach I i II ligi żużlowej.
Największe sukcesy w karierze odniósł w wyścigach na długim torze, zdobywając dwa medale w Indywidualnych Mistrzostwach Świata (srebrny – 1997 oraz brązowy – 1998), jak również na torze trawiastym, na którym zdobył trzy medale Indywidualnych Mistrzostw Europy (dwa srebrne – 1986, 1996 oraz brązowy –1994).